# Egocentrismus
Egocentrismus (z lat. doslova sebestřednost) v centru zájmu toho egocentrického člověka je jenom jeho vlastní ego (odtud pak název tohoto slova –centrum ega).
V praxi se egocentrismus projevuje tak, že dotyčný člověk buď zčásti, nebo zcela opomíjí jiné dění, problémy ostatních, nevnímá své okolí apod. Vyhrocená forma egocentrismu je nazývána jako egoismus, jenž mívá často podobu prostého sobectví (antonymum k altruismu).
Důležité je umět se orientovat mezi pojmy Já a Ego, které jsou v psychologii hojně užívány. Zatímco Já je více obecné a charakterizuje také další koncepce osobnosti, pojem ego vyjadřuje „klíčový hypotetický konstrukt pro vysvětlení lidského duševního života, obecně fungující lidský egocentrismus, tj. egocentrický obraz světa a egovztažnou motivaci jako základ psychické činnosti každého jedince“ a je ústředním tématem psychoanalýzy. Psychologie ega se dostala do povědomí vědeckého světa díky W. Jamesovi, který jako první popsal jeho 2 aspekty: Já jako subjekt duševní činnosti („I-self“) a Já jako objekt duševní činnosti („Me-self“). Pod pojmem „Me-self“ se skrývá ono sebepojetí, vnímání vlastní osoby odlišné od druhých. Myself je definováno jako „suma všeho, co člověk může nazvat svým vlastním“. Rozvíjení ega je celoživotní proces, ve kterém se objevují změny ve stabilitě ega, zejména v období dospívání a také v kritických situacích či krizích. V tomto procesu vývoje dochází k tzv. učení být sám sebou, kdy si vytváříme osobní identitu na základě uspořádání si zkušeností a poznání.

## Popis
Jedná se, mimo jiné, o doprovodný znak dospívání a rané adolescence. Egocentrický jedinec považuje své „já“ za střed všeho jednání a myšlení, veškeré dění vztahuje výhradně ke své vlastní osobě. Jedině on sám (a nikdo jiný) uvažuje a hodnotí vše správně.

## Egocentrismus v raném dětství
Dítě v počáteční fázi života má velice subjektivní myšlení a celkový pohled na svět. Okolo 4. až 8. měsíce života se batole cítí jako střed světa a z toho se odvíjí i jeho úvahy.[zdroj?] Neznalost uvažování se v této pozici projeví jako egocentrický postoj. Egocentrismus není nijak zarážející, jelikož dítě se teprve seznamuje s celým okolním světem. Teď je dítě „pasivním příjemcem“. Egocentrismus u tak malého dítěte tedy kojence se neprojevuje jen v jeho poznávání, ale i v celkovém myšlení o světě např. že matka je jen pro něj.
Egocentrické myšlení je vyjádřením velmi subjektivního přístupu dítěte k poznávání a zahrnuje i představu, že toto je jediná možná varianta.
Rozvíjení řeči a hlavně egocentrické řeči je velmi důležité pro pozdější rozvoj poznávacích procesů.
Experimentální výzkum roku 2023 ale prokázal, že malé děti důvěřují více jiným lidem než sami sobě, a tak nejsou egocentrické.

## Egocentrismus v dětství
Podle teorie kognitivního vývoje švýcarského psychologa Jeana Piageta nastává u dětí mezi druhým až sedmým rokem života fáze, během níž se v jedinci teprve utváří koncept subjektivity a objektivity. To znamená, že dítě není schopné vnímat perspektivu ostatních a jako obecně platné bere pouze své pocity a tím pádem je egocentrické. Piaget a další navrhují, že pro kognitivní vývoj jedince v této fázi je prospěšné trávit čas spíš se svými vrstevníky než s dospělými. Měli by se s nimi účastnit her a skupinových aktivit, a tak docílit lepšímu porozumění empatie a subjektivity.
Určitou míru egocentrismu má každá lidská bytost v sobě zakořeněnou. Hlavně během předškolních let se u dětí tento dětský egocentrismus projevuje. Jde o proces, během kterého si dítě uvědomuje a prosazuje své přání bez ohledu na následky na okolí.

## Egocentrismus v adolescenci
Egocentrismus adolescentů prvně popsal psycholog David Elkind a jeho teorie vychází z kognitivních stádii Jeana Piageta. Elkind tvrdí, že egocentrismus umožňuje dospívajícím abstraktní myšlení.
Popsal několik variant adolescentního egocentrismu:
- Dospívající je hyperkritický. Je to způsobeno intenzivním zaujetím jeho novou schopností vlastního uvažování a také jeho snahy nalezení něčeho trvalého a ideálního.
- Dospívající mají sklony polemizovat. Toto je způsobeno nutností prokázat svou schopnost uvažovat. Polemizují ale spíše s vrstevníky než s autoritami.
- Dospívající často podléhá osobnímu klamu, že jeho myšlenky a zkušenosti jsou zcela výjimečné. Jejich víra, že díky své výjimečnosti nemohou být ohroženi, vyúsťuje v sebedestruktivní chování ale na druhou stranu jim i pomáhá s radikální změnou dospívání.
- Egocentrismus se také může projevit ve formě vztahovačnosti, zde Elkind mluví o iluzi “imaginárního publika”, čímž se navíce i rozvíjí empatie a citlivost k názorům jiných lidí.[9]

## Egocentrismus v dospělosti
Chování dospělých je obecně méně egocentrické než je to u dětí. Tento rozdíl není způsoben tím, že by informace zpracovávají méně egocentricky ale tím, že mají lepší schopnost následně tuto egocentrickou interpretaci opravit. Schopnost komunikovat a být součástí sociální skupiny nejsou vrozené vlastnosti a je třeba se jim naučit. Proto i děti si potřebují projít určitým vývojem než pochopí, že ne každý vnímá svět stejně jako oni. U dospělých se předpokládá, že tuto vědomost již mají a dokážou tak zamezit případnému chybnému úsudku. Mají zkušeností s tím, že motivace, očekávání, znalosti a vizuální vnímání okolí mezi skupinami zainteresovanými do komunikace se liší. Dospělí však nikdy zcela nevyrostou z jejich dětského myšlení a jejich sociální domněnky jsou často nadále zkreslené. Typicky si zvyknou přeceňovat rozsah postojů a názorů o jaké se s ostatními dělí a často nabývají pocit, že ostatní mají větší přístup do rozpoložení jejich vnitřního myšlení než je tomu ve skutečnosti. Další nesprávný postoj je pokládání vlastních znalostí jako základ, který by ostatní měli také mít a používání sama sebe jako standard při hodnocení jiných.